# Amber Rose Revah
Amber Rose Revah (Londres, 24 de junho de 1986) é uma atriz britânica.

## Início de vida
A mãe de Revah é descendente de judeus poloneses e seu pai tem ascendência indiana queniana-asiática.

## Filmografia

### Cinema
| Ano  | Título                 | Papel                     | Nota(s)        |
| ---- | ---------------------- | ------------------------- | -------------- |
| 2007 | The World Unseen       | Begum                     |                |
| 2008 | I Can't Think Straight | Yasmin                    |                |
| 2009 | Henna Night            | Amina                     | Curta-metragem |
| 2009 | Agora                  | Sidonia                   |                |
| 2009 | Taylors Trophy         | Garota no Sonho de Lester | Curta-metragem |
| 2010 | From Paris with Love   | Nichole                   |                |
| 2011 | The Devil's Double     | Bride                     |                |
| 2011 | Everywhere and Nowhere | Yasmin                    |                |
| 2011 | Aazaan                 | Sofiya                    |                |
| 2011 | Love After Sunrise     | –                         | Curta-metragem |
| 2014 | Son of God             | Maria Madalena            |                |
| 2016 | London Life            | Anita                     |                |

### Televisão
| Ano       | Título                     | Papel                         | Nota(s)                                                                  |
| --------- | -------------------------- | ----------------------------- | ------------------------------------------------------------------------ |
| 2008      | House of Saddam            | Hala Hussein; Filha de Saddam | Minissérie; Episódios: "Part I" e "Part IV"                              |
| 2011      | Borgia                     | Maacah Bat-Talmai             | 3 episódios                                                              |
| 2012      | The Mystery of Edwin Drood | Helena Landless               | Minissérie                                                               |
| 2013      | The Bible                  | Maria Madalena                | Minissérie; 4 episódios                                                  |
| 2013      | What Remains               | Vidya Khan                    | 4 episódios                                                              |
| 2014      | Women of the Bible         | Maria Madalena                | Filme televisivo                                                         |
| 2015      | Foyle's War                | Lea Fisher                    | Episódio: "Trespass"                                                     |
| 2015      | Silent Witness             | Yasmin Doshi                  | Episódios: "Squaring the Circle: Part 1" e "Squaring the Circle: Part 2" |
| 2015–2016 | Indian Summers             | Leena Prasad                  | Minissérie; 14 episódios                                                 |
| 2016      | Midsomer Murders           | Jessica Myerscough            | Episódio: "Harvest of Souls"                                             |
| 2017      | Emerald City               | Miranda                       | 4 episódios                                                              |
| 2017–2019 | The Punisher               | Dinah Madani                  | Elenco principal; 26 episódios                                           |